# エヌ・ティ・ティ・ドコモ九州
株式会社エヌ・ティ・ティ・ドコモ九州（エヌ・ティ・ティ・ドコモきゅうしゅう）は、一般的には「NTTドコモ九州」または「ドコモ九州」と呼ばれ、かつて九州地方7県と沖縄（沖縄県）を営業区域としていた日本の電気通信事業者。当時は株式会社エヌ・ティ・ティ・ドコモの完全子会社であり、統合後はNTTドコモ九州支社となっている。

## 概要
- 沖縄県では地元の沖縄セルラー電話が運営するauに比べ劣勢にたたされていることから、テレビCMやカタログなどで「NTTドコモ沖縄」としてPRしていた。
- 2006年8月、グループ他社と同様に、「FOMA」加入者の全契約者に占める割合が50%を超えた。

## 営業区域
福岡県 -佐賀県 - 長崎県 - 熊本県 - 大分県 - 宮崎県 - 鹿児島県 - 沖縄県

## 沿革

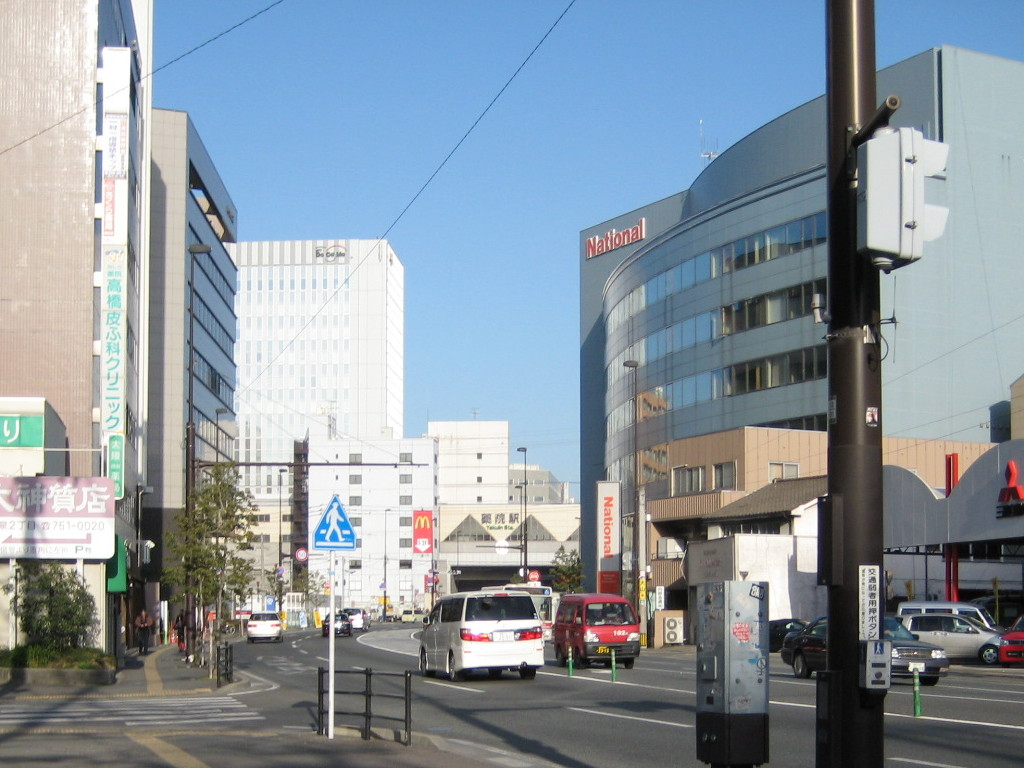
NTTドコモ九州支社ビル（中央左）
（福岡市中央区）

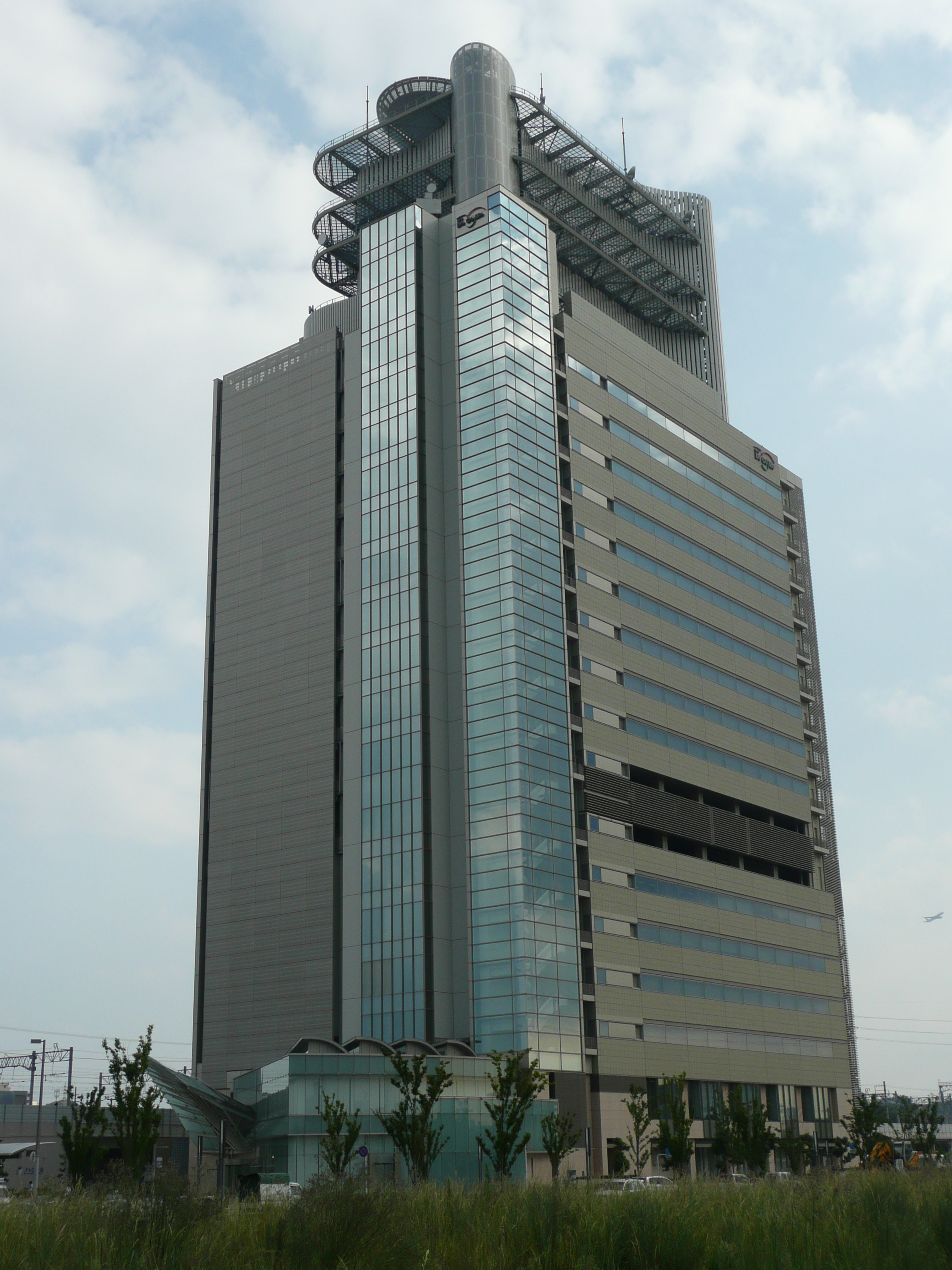
NTTドコモ九州香椎ビル（福岡市東区）

- 1993年 - エヌ・ティ・ティ移動通信網から分離独立。
- 1998年 - エヌ・ティ・ティ九州パーソナル通信網（NTTパーソナル九州）からPHS事業を継承。
- 2001年 - 株式会社エヌ・ティ・ティ・ドコモ九州に社名変更
- 2004年6月 - ポケットベル新規加入受付を停止
- 2005年5月 - PHS新規加入受付を停止
- 2007年
  - 3月29日 - 沖縄県の南大東村・北大東村にFOMA通信設備設置。これにより、FOMAの全国人口カバー率が100%となった。
  - 3月31日 - ポケットベル事業から撤退
- 2008年
  - 1月7日 - PHS事業から撤退
  - 7月1日 - 親会社の株式会社エヌ・ティ・ティ・ドコモ（ドコモ中央）に併合され、解散した。この会社の本社は親会社の九州支社となった。

## コマーシャル出演者
かつては地元出身者らを起用して独自に放送していたが、その後は全国共通のものになった。
- 田中麗奈
- 陣内孝則
- 矢作兼
- きたろう
- 宮里藍
- 加藤あい（全国版）
- 清水由貴子
- ティンクティンク（沖縄支社のみ）

## 機能分担子会社
- 株式会社ドコモCS九州[1] - ドコモのサービスの基盤となる業務を効率的かつ機動的に運営するため、地域別に設立した子会社。2014年にドコモエンジニアリング九州株式会社・ドコモサービス九州株式会社・ドコモアイ九州株式会社の3社を合併し現商号となっている。